# Yūsuf Idrīs
Yūsuf Idrīs (in arabo یوسف إدریس‎?; Fāqūs, 19 maggio 1927 – Londra, 1º agosto 1991) è stato uno scrittore egiziano. Fu autore di racconti, romanzi, opere teatrali, saggi di critica letteraria e sociale.

## Biografia
Yūsuf Idrīs nasce in un villaggio sul delta del Nilo, Fāqūs, il 19 maggio del 1927, da una famiglia borghese. Il lavoro del padre, un ingegnere addetto alla bonifica, costretto a spostarsi continuamente, fa sì che Idrīs venga affidato ai nonni materni, che vivevano ad al-Bayrūm, con i quali trascorre l'infanzia e nel cui villaggio frequenta le scuole elementari e secondarie, per poi trasferirsi nel 1947 al Cairo, dove si iscrive alla facoltà di Medicina. Nell'ambiente universitario sviluppa un interesse per la politica, prendendo parte attivamente alla lotta di liberazione nazionale. Nel 1949 viene espulso per un anno dalla Università per aver fondato una rivista sovversiva. Nel 1951 viene nominato segretario del Comitato Esecutivo universitario per la lotta armata.</>
Dopo la rivoluzione, l'iniziale entusiasmo per l'avvento di Gamāl ʿAbd al-Nāṣer mutò ben presto in delusione che lo spinge ancora a schierarsi all'opposizione. Per questo motivo nel 1954 conosce il carcere per alcuni mesi, dove stringe legami con militanti comunisti e prende la decisione di iscriversi al partito comunista, dal quale però si staccherà due anni dopo. Sul versante professionale, dopo aver conseguito la laurea esercita come medico fino al 1960, anno in cui decide di dedicarsi in maniera esclusiva alla attività di scrittore.

## Attività letteraria
Gli anni all'Università furono per Yūsuf Idrīs non solo il periodo in cui acquisisce una coscienza politica, ma quelli in cui nasce la sua passione per la scrittura. Spinto dai colleghi scrive il suo primo racconto "Unshūdat al-ghurabāʾ" (L'inno degli estranei), rimanendo egli stesso stupito (come ebbe a dire in una intervista) della facilità con la quale era riuscito a dargli forma. 
Di contro, nella lettura di racconti pubblicati in quel periodo da altri scrittori pur apprezzandone la raffinatezza stilistica non riconosce nei soggetti trattati alcuna attinenza con la vita egiziana. Questa riflessione lo stimolerà ad intraprendere la strada della scrittura per dare forma all'idea di rappresentare la realtà egiziana in forma adeguata. Nel 1954 si impone all'attenzione del pubblico con Arkhaṣ layālī (Notti da poco), raccolta di racconti con la quale acquisisce un posto di rilievo nella corrente letteraria del realismo a sfondo sociale. 
Inizia una prolifica attività letteraria, accompagnata dal successo, che lo vede pubblicare tra il 1954 e il 1962 sette raccolte di racconti e due romanzi. Seguiranno alcuni anni di riflessione in cui Idrīs accantona momentaneamente il romanzo e il racconto, sia perché mosso dalla intenzione di approfondire la conoscenza di autori stranieri, sia perché desideroso di ricercare una nuova forma e nuovi soggetti più aderenti alle nuove istanze culturali e sociali. In questi tre anni si dedica al giornalismo e al teatro, due percorsi che vengono praticati da Idrīs con esiti non meno favorevoli e la cui esperienza riverserà nella successiva produzione narrativa. 
Nel 1965 esce la raccolta Lughat al-āy āy (La lingua del dolore), dove si trovano innovazioni di forma e contenuto che segnano l'inizio di un nuovo approccio letterario e quindi di una nuova fase letteraria.
Nel primo periodo, che occupa tutti gli anni Cinquanta e che lo vede esponente di spicco del filone realista a sfondo sociale, l'interesse di Idrīs è concentrato sull'uomo dei ceti sociali più umili, coi suoi modi di vita semplici, calato nelle difficoltà quotidiane aggravate da una diffusa arretratezza. La risposta dei suoi personaggi, anche se si trovano in situazioni ai limiti della disperazione, non è però un cupo pessimismo, bensì una spinta vitale che li porta a cercare sollievo nei sogni o nei diversivi offerti dal quotidiano. 
Gli anni Sessanta invece vedono affievolirsi la vena del Realismo. Nuove correnti letterarie provenienti dall'Occidente sembrano attirare l'attenzione di Idrīs, che le adotta per cambiare prospettiva nell'osservazione del soggetto a lui caro: l'essere umano. L'esistenzialismo, il senso di alienazione, la difficoltà dell'uomo nel stabilire rapporti tra sé e il mondo circostante, diventano elementi sempre più presenti nella sua produzione letteraria. 

Un discorso a parte merita la lingua utilizzata da Idrīs nelle sue opere. Idrīs è fra i primi ad introdurre il dialetto nella struttura narrativa e non solo nei dialoghi. Prima di lui c'era chi preferiva utilizzare esclusivamente l'arabo letterario anche nei dialoghi (come ad esempio Naghib Mahfuz) e chi invece dava credibilità ai dialoghi svolgendoli in dialetto (che è appunto il registro utilizzato nel parlato di solito). Idrīs non si limita ai dialoghi, ma fa intervenire il dialetto anche nella struttura sintattica. Non si tratta solo di inserire l'espressione ad effetto, ma di forgiare la struttura letteraria su modelli di costruzioni dialettali, in modo da creare anche registri intermedi che rispettino le varie gradazioni linguistiche intese dall'autore.